# Ebenidium bourgeaui
Ebenidium bourgeaui là một loài thực vật có hoa trong họ Đậu. Loài này được (Boiss.) Kuntze mô tả khoa học đầu tiên năm 1891.